# アル＝アクサー・モスク
座標: 北緯31度46分35秒 東経35度14分8秒 / 北緯31.77639度 東経35.23556度

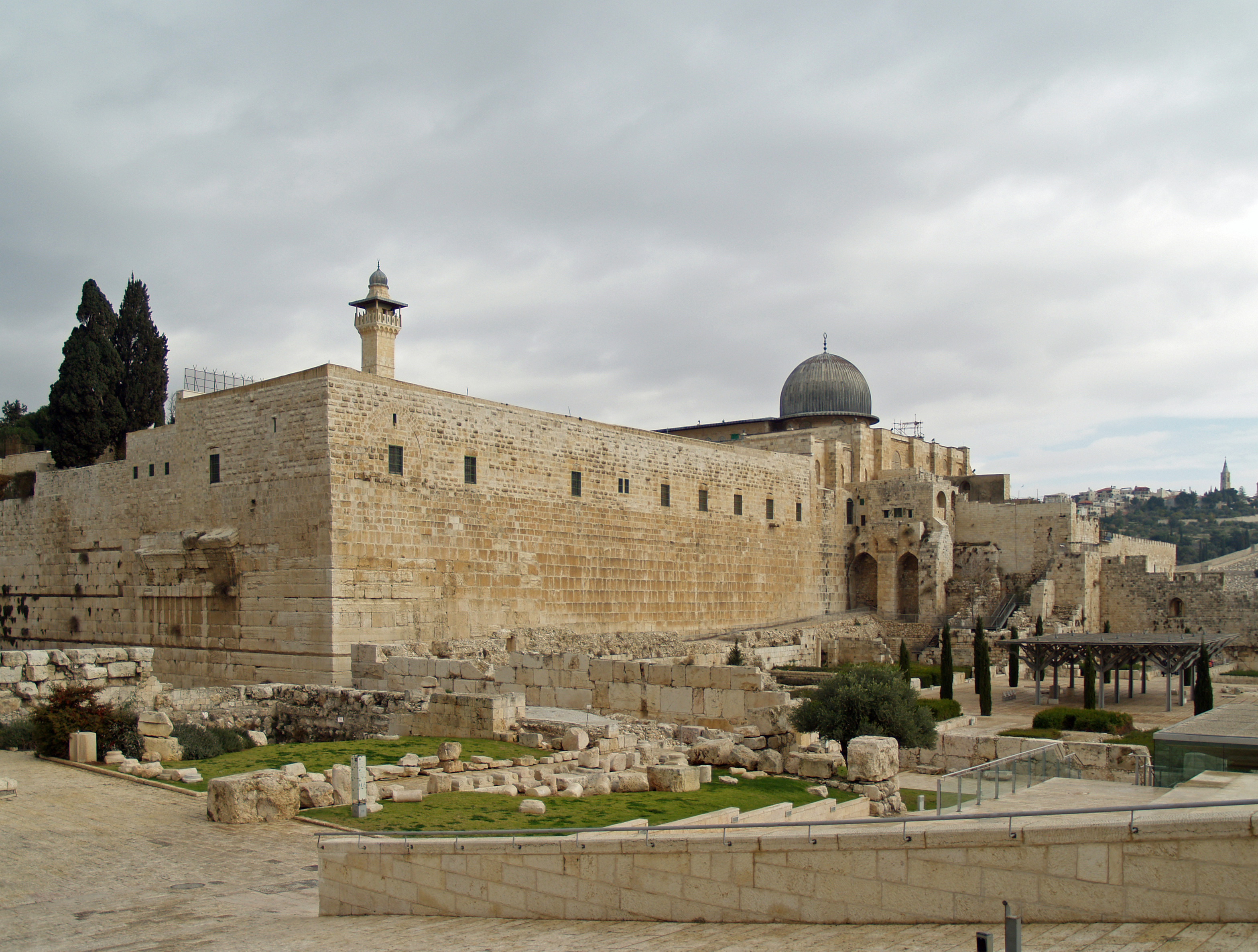
アル＝アクサー・モスク

アル＝アクサー・モスク (アラビア語: المسجد الأقصى al-Masjid al-Aqṣā) は、エルサレム旧市街の「神殿の丘」あるいは「ハラム・シャリーフ」（al-Ḥaram al-Sharīf/al-Ḥaram al-Qudsī al-Sharīf）と呼ばれる聖域の南に、ウマイヤ朝時代に創建されたモスクである。銀のドームとも呼ばれる。

## 概要
「アル＝マスジド・アル＝アクサー」とは「遠隔のモスク」の意味で、クルアーン17章1節の預言者ムハンマドがミウラージュの奇跡において天馬ブラークに跨がり昇天したのを記念するためにつくられた。705年から709年にかけてウマイヤ朝のワリード1世によって建設された。しかし、13世紀および15世紀に火災などによって幾度も再建や改築されており、岩のドームや預言者のモスクと異なって創建当時の面影はミフラーブ手前のドームの壁面を除くとほとんど残されていない。

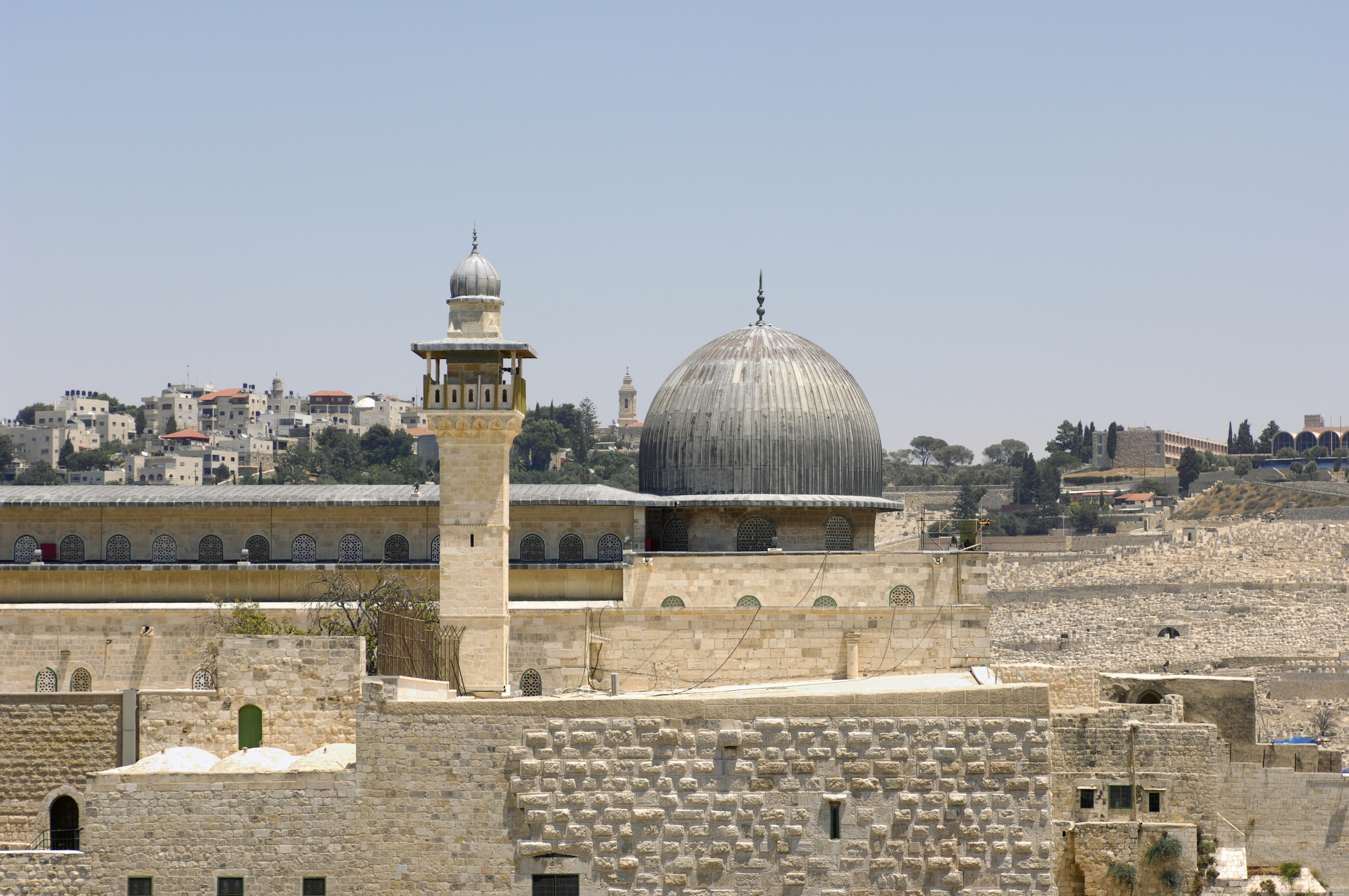
アル＝アクサー・モスクとオリーブ山

マッカにある預言者のモスク（白亜のモスク）、ウマイヤド・モスクなどと並ぶイスラーム最初期につくられたモスクのひとつである。当初は現在のカアバ以前のイスラム教の最高聖地だった。最初キブラはここの方向に定められた。このモスクのキブラの壁面はハラム・シャリーフの南側の境壁に一致している。近接して、真北130mほどのところ、ハラム・シャリーフの中央に岩のドームがある。
立地はイスラエルの実効支配下にあるが、管理はヨルダン宗教省がワクフとして行っている。また、ヨルダンは1924年、1964年、1994年とモスクの修復作業を施している。1969年にエルサレム症候群を発症したキリスト教福音派のオーストラリア人デニス・マイケル・ロハンによって放火された事件は、イスラーム諸国がイスラム諸国会議機構を設立するきっかけとなった。